# Béru
Béru település Franciaországban, Yonne megyében. Lakosainak száma 75 fő (2022. január 1.). Béru Serrigny, Chemilly-sur-Serein, Chichée, Fleys, Poilly-sur-Serein és Viviers községekkel határos.

## Népesség
A település népességének változása:
| Lakosok száma | 77   | 78   | 76   | 76   | 76   | 76   | 75   | 75   |
|               | 2013 | 2015 | 2017 | 2018 | 2019 | 2020 | 2021 | 2022 |